# 明登 (密蘇里州勞倫斯縣)
明登（英語：Minden）是位於美國密蘇里州勞倫斯縣的非建制地區。

## 歷史
明登的郵局於1860年設立，其後於1873年停運。

## 地理
明登所處的海拔為高於海平面335米（即1099英呎），而該地所採用的時區為UTC-6，即北美中部時區（CST）。同時該地設有夏令時間，為UTC-6調快一小時，即UTC-5（CDT）。